# Pelecopsis partita
Pelecopsis partita är en spindelart som beskrevs av Denis 1953. Pelecopsis partita ingår i släktet Pelecopsis och familjen täckvävarspindlar.
Artens utbredningsområde är Frankrike. Inga underarter finns listade i Catalogue of Life.